# Michał VII Dukas
Michał VII Dukas zwany Parapinakesem (ur. przed 1050, zm. ok. 1090) – cesarz bizantyński w latach 1071–1078. 

## Życiorys
Najstarszy syn Konstantyna Dukasa i Eudoksji Mekrembolitissy. W 1059 roku został współrządcą ojca.

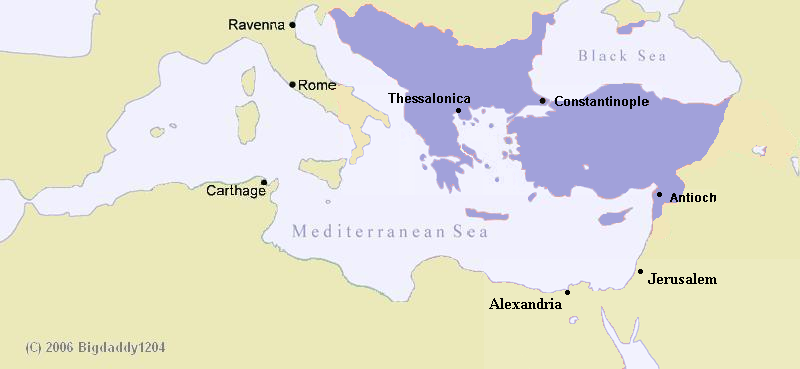
Cesarstwo Bizantyńskie w roku 1071.

Po śmierci Konstantyna X w 1067 Michał został cesarzem, jednak był nim sam od 22 maja do 31 grudnia tego roku. Faktycznie rządy sprawowała jego matka. Eudoksja później wyszła za mąż za Romana IV Diogenesa, ustanawiając go cesarzem-regentem, póki Michał nie dorośnie. Od 1 stycznia 1068 roku Michał VII współrządził z Romanem IV.

Cesarstwo Bizantyńskie w roku 1076.

Przejął władzę w sierpniu 1071 roku, po pojmaniu Romana Diogenesa przez Turków. Doradcami Michała VII zostali jego stryj Jan Dukas, Michał Psellos i biskup Jan z Side. W 1073 roku Jan Dukas został zmuszony do opuszczenia dworu na pewien czas.
W 1074 roku Michał VII zawarł sojusz z Robertem Guiscardem, zaręczając swojego syna Konstantyna z jego córką Heleną Olimpiadą.
W 1077 roku przeciwko Michałowi zbuntowali się Nicefor Bryennios w Europie i Nicefor Botaniates. 31 marca 1078 roku Michał abdykował i usunął się do klasztoru Studios. Później były cesarz został biskupem Efezu i zmarł ok. 1090 roku w Konstantynopolu.

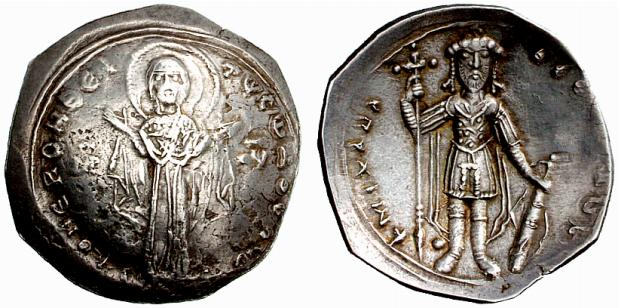
Miliarensis Michała VII Dukasa

Jego następcą na tronie cesarskim został Nicefor III Botaniates.